# Aloft Hotels
Aloft Hotels é uma rede hoteleira estabelecida na América do Norte, propriedade da Marriott International. O primeiro hotel foi inaugurado no Aeroporto Internacional Pierre Elliott Trudeau de Montreal em 2008.  A partir de então, os hotéis Aloft foram abertos em toda América do Norte e no exterior. A maioria dos hotéis Aloft estão localizados nos centros das cidades ou para perto de os aeroportos. A partir de 31 de dezembro de 2018, conta 159 hotéis com 27, 352 habitações.
A marca é conhecida sobretudo por seu estilo de concepção de arquitetura moderna. Outra característica dos hotéis Aloft é a denominação das equipas de base do hotel. Por exemplo, em cada hotel, a piscina é chamada splash.

## História
Aloft Hotels foi concebido em 2005 por Amal Abdullah.  A rede hoteleira já tinha várias marcas, incluindo Sheraton, Westin e W Hotels, mas procurava desenvolver sobre um mercado de hotéis mais contemporâneos. mas buscava expandir-se para um mercado de hotéis mais contemporâneos. Para refletir sua relação com a Starwood Hotels, a marca Aloft foi apelidada de "A Vision of W Hotels".. Starwood trabalhou com a empresa de arquitectura Rockwell Group e seu fundador David Rockwell para criar o projeto.  Para suscitar o interesse pela marca dantes sua abertura em 2008, Starwood tem lançado uma visita virtual dos hotéis utilizando Second Life,  que permite aos visitantes de deslocar num hotel típico de Aloft e de explorar seus aspectos detalhadamente. Starwood monitorou os estatísticos do website, avaliado a recepção do público em funções das opiniões dos visitantes e integrado estas informações na concepção dos futuros hotéis Aloft.

## Localizações

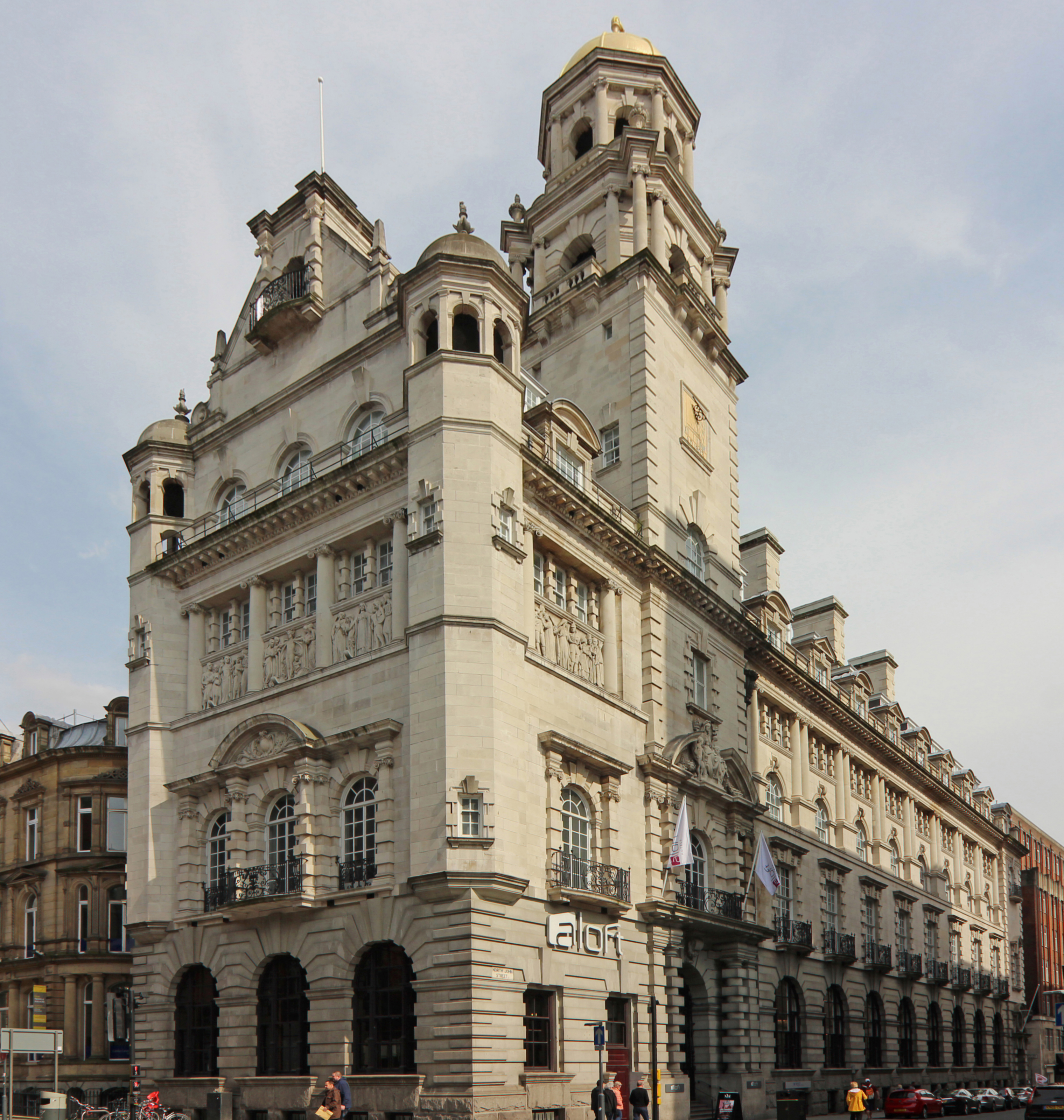
Marriott Aloft, Liverpool

Desde seu primeiro hotel aberto em 2008, a marca Aloft desenvolveu-se rapidamente. O hotel começou originalmente na América do Norte e tem-se agrandado para incluir os websites internacionais. Segundo o website de Aloft, nos Estados Unidos, há actualmente localizações em 27 Estados. Há igualmente websites abertos na Austrália, Bélgica, Canadá, China, Colômbia, Costa Rica, Inglaterra, Alemanha, Índia, Malásia, México, Panamá, Paraguai, Arabia Saudita, Coreia do Sul, Taiwan, Tailândia, Turquia, Emirados Árabes Unidos, Uruguai e Nepal .
Em 2011 e 2012, 20 localizações propostas tinham que abrir, inclusive no México, Tailândia, Colômbia e Inglaterra, para um total de 66 localizações Aloft. Ainda que positivo para a marca hoteleira, este número era bem neste lado da antecipação inicial de ter 500 localizações de aqui 2012.
A inícios do 2013, a marca tem aberto um estabelecimento de 482 habitações a Kuala Lumpur, na Malásia, o que de facto o maior hotel Aloft do mundo. O hotel compreende uma sala de dance que pode acolher até 1.000 pessoas numa decoração de teatro.
Em 2013, a rede abriu um novo hotel no Ernst & Young Tower em Cleveland, Ohio .
Em setembro de 2016, Aloft está centrado sobre o mercado saudita com um novo hotel cerca do centro de Riade.
Em dezembro de 2016, Aloft Long Island City-Manhattan View foi inaugurada.
Em 2017 e 2018, Aloft teria que abrir propriedades a Kiev, em Ucrânia e a São Petersburgo, em Rússia, respectivamente.

## Recepção
A recepção pública dos hotéis Aloft tem sido mitigada. A maioria das opiniões giram em torno dos dois aspectos principais da marca hoteleira: os prêmios dos quartos e o estilo contemporâneo.
A cultura de marca dos hotéis Aloft tem suscitado igualmente alguns críticos. O tema contemporâneo dos hotéis Aloft não é apreciado por todo mundo, e certos críticos estimam que os hotéis Aloft têm demasiado uma sensação de "cookie cutter" para eles.  Indigne, o embalse de cores, de formas e de jargon desde o primeiro instante no hotel tem sido anotado como todo simplesmente demasiado difícil a gerir para verdadeiros.